# 鮮紅副唇魚
鮮紅副唇魚，為輻鰭魚綱鱸形目隆頭魚亞目隆頭魚科的其中一種，分布於西印度洋的肯亞、塞席爾群島海域，棲息深度21-50公尺，本魚雄性成魚體淡橘色，腹部顏色變化成黃色; 眼後具3條淡紫色的縱向條紋，至身體延伸成4條縱紋，背鰭後部黃色，有一個寬的邊緣藍色的紅色區塊，絲狀突起為紅色，背鰭基部具一個大的深褐色斑點，尾梗上具一深褐色小斑點，背鰭硬棘9枚;背鰭軟條11枚;臀鰭硬棘3枚;臀鰭軟條9枚，體長可達5.9公分，棲息在碎石底質海域，生活習性不明，可作為觀賞魚。

## 擴展閱讀
維基物種上的相關：鮮紅副唇魚